# DataNucleus
DataNucleus (früher bekannt als Java Persistent Objects (JPOX)) ist ein Open-Source-Persistenz-Framework zur transparenten Speicherung von Java-Objekten in transaktionalen Datenspeichern, wie zum Beispiel relationalen Datenbanken. Das Projekt orientiert sich an offenen Persistenzstandards wie Java Data Objects (JDO) und Jakarta Persistence API (JPA). Der Zugriff auf alle verbreiteten relationalen Datenbanken mit den gängigen ORM-Patterns wird unterstützt.
Datenbankabfragen sind mit Hilfe von verschiedenen Abfragesprachen möglich: SQL, JDOQL, JPOXSQL und JPQL. Neben dem Zugriff auf Relationale Datenbanken ermöglicht es auch Zugriff auf Datenquellen wie db4o, LDAP, XML, Excel, NeoDatis ODB, JSON, OpenDocument, Bigtable, HBase oder Amazon S3.
DataNucleus basiert auf OSGi-Technologie. Es fungiert als Persistenzschicht für die Google App Engine.

## Entwicklung

JPOX-Logo

Das Vorgängerprojekt JPOX implementierte bereits in seiner Version 1.0 den JDO 1-Standard. JPOX 1.1 unterstützte zusätzlich JDO 2.0 und wurde zur Referenzimplementierung (RI) für diese Spezifikation bestimmt.
JPOX wurde Ende 2007 von DataNucleus abgelöst. Wichtige Neuerungen waren die Unterstützung einer objektorientierten Datenbank (db4o) und Unterstützung für räumliche Datentypen und Funktionen gemäß der OGC Simple Feature Access Spezifikation.